# Spathacanthus parviflorus
Spathacanthus parviflorus är en akantusväxtart som beskrevs av Emery Clarence Leonard. Spathacanthus parviflorus ingår i släktet Spathacanthus och familjen akantusväxter. Inga underarter finns listade i Catalogue of Life.